# إيمري نيفيز
إيمري نفيذ (24 نوفمبر 1994 بفرانكفورت في ألمانيا - ) هو لاعب كرة قدم تركي وألماني في مركز الوسط. شارك مع منتخب تركيا تحت 19 سنة لكرة القدم. أما مع النوادي، فقد لعب مع إف إس في فرانكفورت وغازي عنتاب سبور وفرانكفورت 2 ‏.

## وصلات خارجية
- إيمري نفيذ على موقع الاتحاد الأوربي (الإنجليزية)
- إيمري نفيذ على موقع اتحاد تركيا (لاعب) (الإنجليزية)
- إيمري نفيذ على موقع قاعدة بيانات كرة القدم.إي يو (الإنجليزية)
- إيمري نفيذ على موقع بيانات كرة القدم. دي إي (الألمانية)
- إيمري نفيذ على موقع Soccerway.com (الإنجليزية)
- إيمري نفيذ على موقع عالم كرة القدم.نت (الإنجليزية)